# Manuel Acosta Villafañe
Manuel Acosta Villafañe (San José, Santa María del Valle de Catamarca, Catamarca, Argentina; 2 de enero de 1902 - Buenos Aires, Argentina; 7 de diciembre de 1956) fue un cantante folclórico, músico, autor y compositor argentino. Es considerado como uno de los pioneros y grandes referentes de la música folclórica catamarqueña y nacional. Es conocido por temas como El Catamarqueño, La flor del cardón, Vidala del Culampaja, Tun… tun… y Adiós Catamarca, adiós.

## Carrera
Hijo de seis hermanos, siendo él uno de los menores, desde muy chico les demostró a sus padres el interés por la cultura musical de su provincia. Habiendo cumplido sus estudios secundarios en Catamarca, trabajó en las tierras de sus padres durante algún tiempo.  En 1924 viene con su hermano, Carlos Quintino, a la provincia de Buenos Aires, donde Manuel se inscribe en la Facultad de Agronomía mientras que Carlos lo hace en Veterinaria.
En 1926 forma el Dúo Calchaquí Acosta-Villafañe con su hermano Carlos (en donde Carlos era primera voz y Manuel segunda) quienes llegaron a compartir el escenario con la célebre cantante Sabina Olmos, y parten a Buenos Aires donde fueron acompañados por Carlos Quiroga y poco a poco fueron haciéndose un lugar entre la gente del ambiente folklórico, que los aceptó encantados, por su gracia. El Sr. Carlos B Quiroga, también los presentó en los medios sociales y tradicionalistas, y a poco se vincularon la Sociedad de Arte Nativo. Al poco tiempo fueron llamados para actuar en Radio Nacional, al tanto que casi al mismo momento RCA Víctor los contrató para que grabaran una placa discográfica, que llevó entre sus títulos un escondido llamado El Catamarqueñito.
En 1930 debuta en Radio Splendid, y posteriormente, Radio El Mundo lo llama como uno de sus números inaugurales.
Con el correr de los años, Carlos decidió volver a Catamarca, siendo reemplazado en el dúo por Carlos A. Gallo, y luego Enrique Perván Leguizamón, su sobrino. Tuvo como acompañamiento musical a Napoleón "Machingo" Ábalos (piano), José Gerez (bandoneón), Humberto Canataro y Roberto Pedretti (guitarras), Salas y Raquena (violines)
Apodado como "El Tata de Catamarca", tuvo su peña "La salamanca" en la Avenida Rivadavia al 5000 y tantos, de Buenos Aires. En 1941, durante una festividad religiosa, Catamarca pudo verlos cantar a Manuel Acosta Villafañe y a Carlos Gallo juntos como años atrás en la ciudad de San Fernando del Valle de Catamarca.
En 1947 Manuel volvió a Santa María, para trasladarse a la Capital provincial. Fue durante este tiempo que le dio vida a Los Arrieros del Ambato, junto a Germán Leguizamón, Juan Ramón Ponce y Atuto Mercau Soria. Tras una actuación de en radio y discos, regresa a su provincia nativa y se entrega con pasión a lo que fue su sueño: La creación de una Casa de Folclore.
Hacia 1951 Manuel compró tierras en Tinogasta para realizar distintas actividades rurales como el cultivo de pimientos y tomates, pero causas ajenas a su voluntad le impidieron continuar con ellas volviendo a la música. Años después intentaría retornar a las faenas de campo, y para ello compró tierras en Piedra Blanca, y esta vez los esfuerzos vieron su fruto, que colmaron sus expectativas.
Bajo el sello de la RCA lanzó temas como La Calandria, El Chicote, Sentido de voy de aquí, Tinkunako, Tun… tun…, Florcita de muña-muña, Noches de Catamarca, Amor tucumano, Nochecita de mis valles, El arriero catamarqueño, Amor viejo vale más, Adiós Catamarca, adiós,  entre muchos otros. También compuso populares temas como La flor del cardón y Vidala del Culampaja. Dejó registradas en SADAIC más de 140  obras.
Entre otras cosas también estuvo a cargo del Instituto de la Tradición en la provincia de Catamarca creado a comienzos de 1950 por el entonces gobernador Armando Casas Nóblega.

## Fallecimiento
El cantor Manuel Acosta Villafañe falleció el 7 de diciembre de 1956 a tan solo cinco días de cumplir sus 54 años víctima de un cáncer de estómago y tras someterse a una intervención quirúrgica. Al día siguiente, Día de la Virgen, 8 de diciembre, a la hora en la que la Santa Patrona de su Catamarca era llevada en procesión  en torno de la plaza de la ciudad, los amigos de Manuel llevaban su cuerpo a la última morada en el Cementerio del Oeste. En esa oportunidad hablaron los Sres Manuel López Delgado, José de Jesús Pérez Ruiz, Alberto Varela y José Ramón Luna, quienes interpretaron con su emocionada palabra la congoja de todos los tradicionalistas y amantes del arte vernáculo. Si bien falleció en la provincia de Buenos Aires sus cenizas fueron trasladadas el 4 de marzo de 1995 a Santa María. La pequeña urna llegó así al Valle del Yokavil. Le sobrevivió su esposa Inés L. Acosta Villafañe y su hermano Carlos Q. Acosta Villafañe.

## Temas compuestos e interpretados
- Adiós Catamarca adiós
- Amor viejo vale más
- Bombo, guitarra y violín
- Carnavaleando
- Chumbicha
- Dos pañuelitos
- El borrachito
- El catamarqueñito
- El chalchalero
- El gauchito
- El miau-miau
- El pujllay
- Florcita de muña-muña
- La flor de cardón
- La Inesita, con Luis Acosta
- La lorohuaseña
- La vidala del Ualampaja
- Mi niña
- Noches de Catamarca, con Felipe Zurita
- Pobre mi corazón
- Recuerdo de mis valles
- Santa María
- Zambita de los valles, con Juan García Gisbert
- Yuyitos del Campo
- La chueca
- El guardamonte